# Saint-Germain-lès-Corbeil
Saint-Germain-lès-Corbeil is een gemeente in het Franse departement Essonne (regio Île-de-France) en telt 7.488 inwoners (2019). De plaats maakt deel uit van het arrondissement Évry.
Toen in 1966 het bisdom Corbeil (sinds 1989 bisdom Évry-Corbeil-Essonnes) werd opgericht, kwam de bisschoppelijke residentie in Saint-Germain-lès-Corbeil. In 1984 verhuisde de bisschop naar Évry.

## Geografie
De oppervlakte van Saint-Germain-lès-Corbeil bedraagt 4,9 km², de bevolkingsdichtheid is 1519,0 inwoners per km². De gemeente ligt op de rechteroever van de Seine, tegenover Corbeil-Essonnes.
De onderstaande kaart toont de ligging van Saint-Germain-lès-Corbeil met de belangrijkste infrastructuur en aangrenzende gemeenten.

## Demografie
Onderstaande figuur toont het verloop van het inwonertal (bron: INSEE-tellingen).